# Arisztophanész
Arisztophanész (ógörögül: Ἀριστοφάνης), (Kr. e. 446 k. – Kr. e. 386) athéni komédiaköltő, az attikai ókomédia legkiemelkedőbb alkotója.

## Élete
Apja a Pandionisz phülébe tartozó Philipposz volt. Arisztophanész az első darabját Kr. e. 427-ben vitte színpadra, legutolsó darabját, a Plutoszt pedig 388-ban. Három fia kevésbé jelentős komédiaköltők. Kapcsolatban állt korának athéni intellektuális és politikai elitjével.

## Az ókomédia

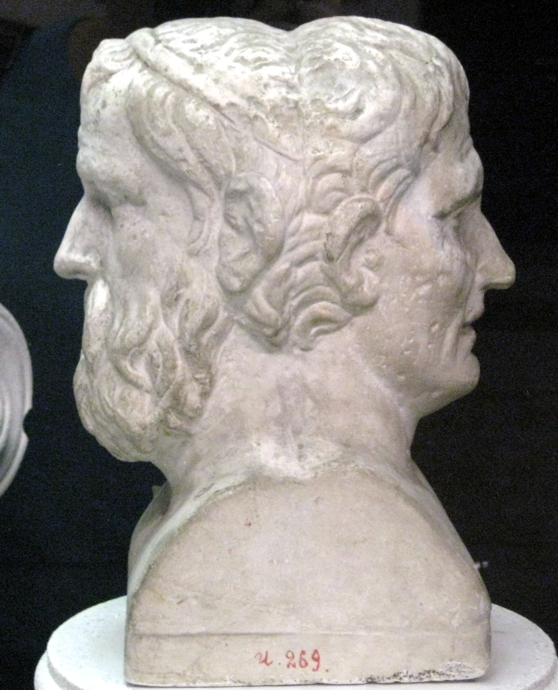
Arisztophanész, az ókomédia mestere és Menandrosz, az újkomédia mestere

Arisztophanész nevét az attikai ókomédiával együtt szokták tárgyalni. Ennek oka kettős. Egyfelől az ókomédia kiemelkedő alakjának tartották már az ókorban is, másrészről pedig az ókomédiák közül az ő művei maradtak fenn leginkább értékelhető állapotban. Arisztophanész darabjain ezért az ókomédia műfaji jellegzetességeit szokták hagyományosan bemutatni.
Dionüszosz isten kultuszának egyik részeként Kr.e. 534-től évenkénti tragédia-, 486-tól komédiaversenyek kezdődtek Athénban. A komédiaversenyeket főleg a Lénaia, míg a tragédiákat a Dionüszia athéni ünnepen tartották. A komédiák jellegzetessége a humoron túl az volt, hogy – a kizárólag mitologikus témájú tragédiákkal szemben – a kortárs polgárok, illetve kisemberek problémáit is színre lehetett vinni bennük. Így Arisztophanész darabjaiban megjelenhetett a háborúpárti demagóg politikus Kleón, a filozófus Szókratész, valamint Euripidész, Szophoklész, Aiszkhülosz, Agathón drámaírók.
Az ókomédia formája kötött volt.
Részei:
1. prologosz: monológ vagy dialógus, a darab témája
2. parodosz: a kar bevonulása
3. agón: tulajdonképpen a darab nagyobb része agón, vagyis a szereplők szópárbaja, illetve az általuk képviselt nézetek ütközése
4. parabaszisz: ebben a részben a költő vagy személyesen vagy a karon keresztül közvetlenül szólítja meg a nézőket, fejt ki életbölcsességet
5. exodosz: a kar és a szereplők kivonulása, zárszó
Az ókomédia témája – ellentétben a Menandrosz által fémjelzett újkomédiával – a poliszt, a közösséget érintő nagy sorskérdések kapcsán nézőpontok összeütköztetése, humoros formában. Az ókomédia témája tehát – köszönhetően a közös gyökereknek – hasonlóan komoly, mint a tragédiáé, csak a kifejezésmód humoros.
Az ókomédia egyéb alkotóiról és műveikről csak sejtéseink lehetnek. Név szerint ismerjük Amipsziasz, Arisztomenész, Khionidész komédiaköltőket.

## Arisztophanész munkássága
Arisztophanész állítólag négy alkalommal nyerte el az első, háromszor a második, és egyszer a harmadik díjat.
Szemben állt korának szélsőséges demagógjaival, különösen Kleónnal. A peloponnészoszi háború idején Arisztophanész komédiái a szenvedő kisember békevágyának, a politikusokkal szembeni bizalmatlanságának adnak hangot. Korának számos athéni személyisége felismerhető műveiben. 
44 komédiát írt, ezekből 11 maradt fenn napjainkig. Gyakran parodizálja a kortárs tragédiaírók műveit.
Ars poeticájáként hagyományosan az Akharnaibeliek sorait szokták bemutatni:
Mióta komédia kar feje lett, és mestere, a mi tanítónk

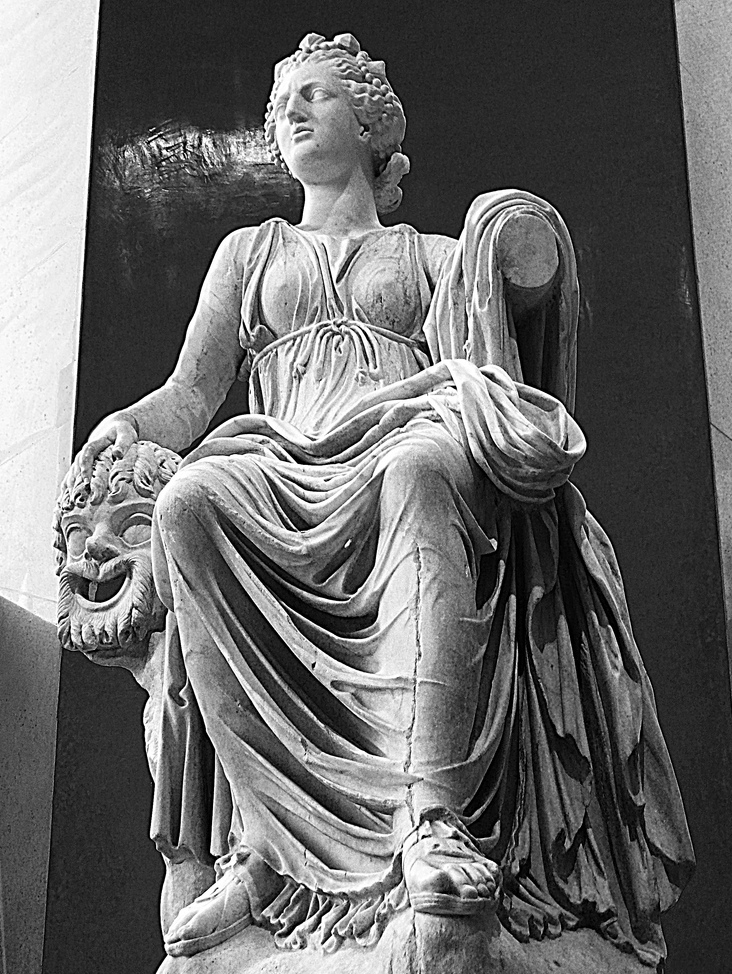
Thália, a vígjátékírás múzsájának szobra Hadrianus császár villájából. (Prado Múzeum, Madrid)

Soha nem fordult a közönséghez, dicsekedni minő ügyes ember;
De mivel sok irigy gáncsolja, a „korán” ítélő népű Athénben,
Hogy csúffá teszi a közönséget, s a várost játssza ki nyilván:
Most erre felelnie kell, „későn megbánó” Athénnek.
Azt mondja tehát a költő, hogy sok irántatok érdeme inkább,
Ki megóvott, hogy ne igen tudjon rászedni vidéki követség,
S ne örüljetek a hízelgésnek, pipogyán szájtátva közügyben ...
... mert igazat mond ő ezután is,
Vígjátékaiban, s jóra tanít, és boldogságra vezérel;
Nem hízeleg, és dijjat sem ígér; nem szed rá cifra cselekkel,

Ármányt se kohol, s nem főz le, hanem mindég a jóra tanít

## Művei
A lovagok – előadták 424-ben, első díjat nyert. Arisztophanész maga is fellépett benne Kleón szerepében. Címe állítólag onnan származik, hogy a lovagok és nemes családok fiai maguk vállalkoztak arra, hogy e darabban a kart játsszák. A darabban Kleón Paphlagón („Pöfögő”) néven a Démosz (a megszemélyesített nép) mindenható szolgája. Rabtársaival azonban rosszul bánik, ezért azok felbiztatnak egy hentest, Agorakritoszt, aki lepipálja Kleónt az ígérgetésben és ezzel Kleónt kiüti a nyeregből.
A felhők – előadták 423-ban. Szókratész és az általa képviselt új, mindent megkérdőjelező művelődési ideál paródiája. Egy tyúkkosárban felfüggesztve ülve Szókratész, miközben a felhőket tanulmányozza, Sztrepsziadész polgárnak ad tanácsokat attól, hogyan meneküljön meg a hitelezőitől. Az utóbbi azonban nem érti Szókratészt, ezért fiát, Phidippidészt küldi maga helyett. A fiú annyira félreérti Szókratészt, hogy az új bölcsesség jegyében elveri atyját. Az apa erre bosszúból felgyújtja Szókratész házát.
A darazsak – előadták 422-ben, második díjat nyert. Az athéniek, különösen a héliaia nevű, a polgárokból választott esküdtbíróság tevékenységét parodizálja ki. Mivel a bíráskodásért napi díj járt, ezért az athéniek túlzottan hajlamosak voltak a pereskedésre. A kar bírákból áll, akik hegyes fullánkú darazsaknak vannak feltüntetve, és egy sajttolvaj kutya fölött szabályos törvénykezést folytatnak, tanúkkal, bírákkal.
A béke – előadták 421-ben. Trügaiosz polgár, megunván a peloponnészoszi háborút – egy ganajbogáron az égbe emelkedik, és lehozza onnan a rég óhajtott békét, melynek tiszteletére aztán a földön ünnepet rendeznek.
Az Akharnaibeliek – előadták 425-ben. A dráma onnan kapta nevét, hogy a kar az Akharnai falubeli szénégetőkből áll. Ezek egyike Dikaiopolisz, aki összevitatkozik a háborús párt vezérével, Lamakhosszal (Kleón), és végül meggyőzi polgártársait a béke szükségességéről.
A madarak – előadták 414-ben, második díjat nyert. Két elégedetlen athéni polgár, Piszthetairosz és Euelpidész a madarak segítségével a levegőben építenek új várost, Felhőkakukkvárt. Ez a város megakadályozza az isteneknek bemutatott áldozatok füstjének az égiekhez való felszállását. Az emiatt éhínségre jutó istenek kénytelenek szerződést kötni Piszthetairosszal. Ebben átengedik neki Baszileiát, a világuralom megszemélyesítőjét, akivel aztán össze is házasodik.
A békák – előadták 405-ben, első díjat nyert. Dionüszosz, a drámai ünnepek istene, szolgájával, a szamáron ülő Xanthiasszal leszáll az alvilágba, hogy felhozza onnan az ünnepségeihez méltó tragédiaköltőt. Az Alvilágban éppen Aiszkhülosz „Hajószegpántolt nagyszavakkal” és Euripidész, „a szavak szájas boncmestereként” versenyeznek arról, hogy melyikük a jobb drámaíró. Dionüszosz végül Aiszkhüloszt tartja győztesnek, ezért őt hozza föl az Alvilágból. A darab a Holtak Folyóján, a Sztüxön átkelő Dionüszoszt „brekeke koax koax” hangokkal kísérő karról kapta a nevét.
Lüszisztraté – előadták 411-ben. Az athéni és a spártai nők Lüszisztraté athéni és Lampithó spártai nők vezetésével elhatározzák, hogy addig nem engedik be férjüket ágyaikba, míg azok békét nem kötnek a peloponnészoszi háborúban. Az athéni nők ezért még az Akropoliszt is megszállják. A darab végén az álló falloszú katonák kénytelenek kiegyezni egymással.
A nők ünnepe – előadták szintén 411-ben. A nők a Theszmophoria ünnepén, melyen férfinak nem volt szabad megjelennie, Euripidészt halálra akarják ítélni. Az ünnepen jelen van Euripidész egyik rokona, Mnészilokhosz, aki női ruhában védelmébe veszi a költőt. A nők azonban leleplezik Mnészilokhoszt, akire emiatt halál vár. Euripidész azonban végül megígéri, hogy nem fogja a nőket gyalázni, ezért Mnészilokhosz megmenekül.
A nőuralom – előadták 392-ben. Az athéni nők Praxagora vezetésével, férfiruhában, szakállasan gyűlésbe vonulnak, ahol kimondják a vagyon- és nőközösséget.
Plutosz – előadták 388-ban. Plutosz isten (a gazdagság istene) megvakult. Szolgái elherdálják vagyonát. A szegény, de becsületes Khremüllosz segítségével azonban meggyógyul, és ezután jobban odafigyel arra, hogy kit részesít gazdagságban. Így a jóravaló emberek meggazdagodnak, a hitványak viszont elszegényednek. Érdekesség, hogy 408-ban Arisztophanész már színre vitt egy Plutosz nevű darabot, annak azonban más volt a tartalma.

## Utóélet
A felhőkben megmutatkozó ábrázolása állítólag hozzájárult a Szókratésszel szembeni vádakhoz, melyek annak kivégzéséhez vezettek. Erre utal legalábbis, hogy Platón hivatkozik A felhők Szókratész-paródiájára, mikor Szókratész előadja védőbeszédét:
Láttatok ilyesmit magatok is Arisztophanész vígjátékában. Ott valami Szókratészt léptetnek föl, aki azt mondogatja, hogy a levegőben sétál, és sok más butaságot is összelocsog, amiből én éppenséggel semmit sem értek. Ezt pedig nem azért mondom, mintha lenézném az ilyenfajta tudományt, ha valaki ilyen tekintetben valóban bölcs – nehogy Melétosz még ezért is perbe fogjon! –, hanem azért, athéni férfiak, mert semmi közöm sincs az egészhez.
Magyarra Arany János fordította Arisztophanész fennmaradt műveit.
A pereskedők (Les Plaideurs), Jean Racine egyetlen komédiája, Arisztophanész Darazsak (Σφῆκες) c. művén alapul.
2009-ben és 2010-ben Horvátországban botrányt kavart Alföldi Róbert rendező plakátja, mely a Lüszisztratét egy marcipánból készült fallosszal reklámozta.

## Fontosabb kiadások magyarul
- A békák. Vígjáték; ford. Veress Ignác; bőv. kiad.; Aigner, Bp., 1875 (Magyar könyvesház)
- Aristophanes vígjátékai, 1–3.; ford. Arany János; MTA, Bp., 1879–1880
- Aristophanes vígjátékai, 1–2.; ford. Arany János, bev. Gyulai Pál, életrajz, glosszárium Ponori Thewrewk Emil; Franklin, Bp., 1902
- Három komédia / Az acharnaebeliek / A béke / Lysistrate; ford. Arany János, bev. Trencsényi-Waldapfel Imre, jegyz. Arany János, Töttössy Csaba; Szépirodalmi, Bp., 1954
- Lüszisztraté. Komédia; ford., antik mű modern színpadi változata, utószó, jegyz. Devecseri Gábor; Európa, Bp., 1959 (Világirodalmi kiskönyvtár)
- Béke. Komédia; ford. Devecseri Gábor; Akadémiai, Bp., 1963 (Az Ókortudományi Társaság kiadványai)
- Arisztophanész vígjátékai; ford. Arany János, jegyz. Kövendi Dénes; Magyar Helikon–Európa, Bp., 1968 (Helikon klasszikusok)
- Arisztophanész vígjátékai; ford. Arany János, utószó Szepessy Tibor, jegyz. Arany János, szöveggond. Kövendi Dénes; Európa, Bp., 1988 (A világirodalom klasszikusai)
- Lüszisztraté; ford. Trencsényi Waldapfel Imre; Interpopulart, Szentendre, 1993 (Populart füzetek)
- Lüszisztraté; ford. Devecseri Gábor, átdolg. Szepes Erika; Nemzeti Tankönyvkiadó, Bp., 1995 (Felfedezett klasszikusok)
- Arisztophanész vígjátékai; ford. Arany János, szerk., jegyz. Bolonyai Gábor, utószó Kövendi Dénes; Osiris, Bp., 2002 (Osiris klasszikusok)

## Külső hivatkozások
- Arisztophanes: Arisztophanes vígjátékai. Budapest: Magyar Tudományos Akadémia. 1879–1880.